# Miconia mazanana
Miconia mazanana är en tvåhjärtbladig växtart som beskrevs av James Francis Macbride. Miconia mazanana ingår i släktet Miconia och familjen Melastomataceae. Inga underarter finns listade i Catalogue of Life.